# Kroppen
Kroppen es un municipio situado en el distrito de Alto Bosque del Spree-Lusacia, en el estado federado de Brandeburgo (Alemania). Tiene una población estimada, a fines de marzo de 2024, de 702 habitantes.